# لیزا هیلتون (موسیقی‌دان)
لیزا هیلتون (انگلیسی: Lisa Hilton؛ زادهٔ ۱ ژانویهٔ ۲۰۰۰) موسیقی‌دان، آهنگساز، تهیه‌کننده موسیقی و نوازنده اهل ایالات متحده آمریکا است. وی از سال ۱۹۹۷ میلادی تاکنون مشغول فعالیت بوده است.